# Kanat de Txagatai
El Kanat de Txagatai fou un estat mongol de l'Àsia central, sorgit de l'ulus o terra hereditària assignada a Txagatai Khan, segon fill de Genguis Kan. A finals del segle xiii es va estendre de l'Amudarià i la mar d'Aral a les muntanyes Altaic Entre 1334 i 1344, greus desordres en el kanat van portar a la divisió a dues regions separades: el kanat Txagatai de l'Est o Mogulistan, i l'ulus Txagatai a l'oest o Transoxiana. L'any 1369, Tamerlà va conquerir el kanat de Txagatai en un intent de reconstruir l'Imperi Mongol. La part oriental va subsistir sota kans gengiskhànides txagataïdes de vegades en guerra contra els timúrides (tamerlànides) fins que es va establir el règim teocràtic dels khoja al segle xvii.

## Història

### Orígens
A la mort de Genguis Kan el 18 d'agost del 1227, les terres de Transoxiana i Turquestan Oriental, que ja havien estat concedides al seu fill Txagatai, van restar en les seves mans. Cada fill gaudia d'un 'ulus o grup de tribus, amb un territori hereditari, que en el cas de Txagatai englobava l'Àsia central, amb les regions entre l'Oxus i el Sirdarià (la Transoxiana) i els territoris del Turquestan fins a les muntanyes Altai, amb capital generalment a Almaliq,
a prop de l'actual Kuldja (Yining), al Xinjiang occidental). Si bé Txagatai governava els seus territoris, actuava sempre submís a la dignitat del gran kan, ja fos en la figura del seu pare fins a la seva mort, o en la del seu successor, el seu germà Ogodei. El repartiment era exclusivament de les terres de pastura mentre que les terres conquerides eren terres de l'imperi, que pertanyien segons el concepte mongol a la família reial però sota el poder del gran kan. Així el kanat Txagatai el formaven les terres dels kara khitai, és a dir les terres de l'Ili, Issik Kul, Txu superior i el Talas i secundàriament la Transoxiana i la Kashgària com a terres de pastura, però amb Samarcanda i Bukharà i altres ciutats com a terres del gran kan. La seva primera residència fou al sud de l'Ili. Se sap que tenia un ordu (camp reial) per a l'hivern i un per a l'estiu. Alà-ad-Din Juwayní diu que la seva capital d'estiu era a la vora de l'Ili, i a l'hivern a Kuyas, prop d'Almaliq La capital del país és assenyalada amb el nom d'Ulugh Ef (Casa Gran) ja després de la mort de Txagatai.
A la mort d'Ogodei el succeí breument el seu fill Guyuk (1241) i a la mort d'aquest, Batu Khan, que de fet actuava com a kan independent de l'Horda d'Or, va enviar al seu germà Berke que en un kuriltay va portar al poder a la branca de Tului, representada per Mongke fill de Tului, apartant a la línia ogodeïda (1253) l'ulus i territori de la qual va quedar desmembrat i només alguns ogodeïdes considerats favorables van rebre algunes terres.
Txagatai va morir el 1242, poc després que el seu germà Ogodei. En els vint anys següents el kanat fou virtualment una dependència del gran kan. Kara Hulagu (net de Txagatai, fill de Moetuken, mort al setge de Bamiyan), designat hereu per Txagatai amb autorització de Genguis Kan i després d'Ogodei, va ser kan del 1242 al 1246 en què fou deposat pel gran kan Guyuk, i el poder concedit al seu oncle Yesü Möngke (cinquè fill de Txagatai, que era amic personal de Guyuk) del 1246 al 1251, quan fou acusat de conspirar contra el gran kan Mongke i deposat, i Kara Hulagu va poder tornar a la direcció dels afers. Sota Yesu Mongke fou visir o ministre principal Baha al-Din Marghinani, descendent d'una família de caps religiosos de Fergana i amic de joventut del kan; un altre musulmà, Habash Amid era el seu "pare alimentari" (tot i ser un fidel de Kara Hulagu conservava aquest lloc des del temps de Txagatai); des dels seus càrrec van afavorir en certa manera a l'islam. Fou també amic d'Alà-ad-Din Juwayní.
Kara Hulagu va rebre el nomenament i l'encàrrec d'executar a Yesü Möngke, però no va sobreviure al viatge de retorn al seu país i l'execució la va haver de dirigir la seva vídua Orghana, que regnava en nom del seu marit, i que sembla que va afavorir els musulmans; en aquest temps la seva autoritat no passava de la vall del riu Ili. Segons Guillem de Robrouck en aquest temps l'imperi estava dividit entre Batu Khan i Mongke, sent la divisòria entre ambdós una línia entre el riu Talas i el riu Txu (Chu o Çu o Ču), i els petits feus interns eren només terres de pastures amb organització tribal i no verdaders estats organitzats; Masud Beg era governador per compte del gran kan però amb l'acord de Batu Khan, dels territoris entre Besh Baligh i Coràsmia.
El 1254 va pujar al poder el seu fill Mubarak Shah, el primer kan musulmà, sota la regència de la seva mare Arghanah Khatun. El gran kan Mongke va morir el 1259 i les coses van començar a canviar especialment el 1260 quan va pujar al poder a l'Ili el kan Alghun (Alughu), net de Txagatai, nomenat per Ariq Boke.

### Fragmentació de l'Imperi Mongol
L'any 1260 va esclatar la Guerra Civil Toluida entre Khublai Khan i Ariq Boke, nets de Genguis Khan. Alghun es va revoltar contra Khublai i es va apoderar de diverses terres a l'Àsia central (incloent Coràsmia i Afganistan) que va posar sota autoritat d'Ariq Boke, i va obtenir el suport del governador del gran kan a les ciutats de Transoxiana i altres llocs, Masud Beg. Alghun aviat es va erigir en sobirà independent i es va revoltar contra Ariq Boke; aquest va intentar fer valer els seus drets però després d'alguns èxits inicials va ser expulsat. Alghun va regnar fins a una data incerta entre 1265 i 1266, i llavors el jove Mubarak Shah va ser proclamat kan, el primer de religió musulmana (març de 1266) però fou enderrocat dins el mateix any per son cosí Bosak o Burak que tenia el suport del gran kan Kublai.
El 1266 doncs va pujar al tron Bosak o Burak o Baraq Khan que va portar el títol de Ghiyas al-Din i fou el segon kan musulmà; l'ogodeïda Kaidu Kan s'havia apoderat de part de l'Àsia central, i Burak va acabar expulsant al governador del gran kan del Turquestan Oriental. Però Burak va entrar aviat en conflicte amb Kaidu (o Qaidu) Khan, que va obtenir el suport del kan de l'Horda d'Or; Kaidu va prendre la iniciativa i va atacar territori Txagatai. Burak va haver d'abandonar el Turquestan Oriental i es va refugiar a Transoxiana on va haver de reconèixer la sobirania de Kaidu. Burak es va enfrontar també amb Abaqa, Il-kan de Pèrsia, al que va atacar, però fou derrotat i rebutjat cap a Transoxiana on va morir poc després el 1271.
El 1271 Khublai Khan va proclamar la dinastia Yuan i va establir la nova capital a Cambaluc, l'actual Beijing l'any següent. Khublai va prendre va intentar, sense èxit, recuperar el control dels Txagataïdes i Ogodeïdes però la guerra civil juntament amb la guerra Berke-Hulagu i la posterior guerra Kaidu-Kublai havien debilitat molt l'autoritat del gran khan sobre la totalitat de l'Imperi mongol i aquest es va fracturar en quatre khanats separats, cadascun perseguint els seus propis interessos i objectius: el khanat de l'Horda d'Or al nord-oest, el Kanat de Txagatai a l'Àsia central, l'Ilkanat a l'Iran i la dinastia Yuan a la Xina, amb seu a Cambaluc, l'actual Beijing, encara que els emperadors posteriors de la dinastia Yuan eren considerats els sobirans nominals dels kanats occidentals.
Els dos següents kans, Quiqpei (o Negubei o Nikpay), net de Txagatai (1271 - 1272) i Buka Timur (besnet de Txagatai, 1272 - 1282 foren nomenats per Kaidu Khan, que de fet va governar com a virtual kan fins a la seva mort vers el 1301 (abans del 1303). El fill de Burak, Duwa (1282-1307), que va participar al costat de Kaidu Khan en les guerres contra els successors de Kubilai Khan de la dinastia Yuan fou nomenat kan el 1282 i en ell Kaidu va trobar finalment un gran governant; a més de lluitar contra els Yuan, també ho va fer contra els Il-kan. Després de la mort de Kaidu, Duwa va desconèixer al seu fill i successor Txapar al que va derrotar i enderrocar probablement el 1306 o el mateix any de la seva mort (1307); vers el 1303 va fer la pau amb els Yuan de la Xina i va pagar tribut a la cort imperial xinesa. Amb Duwa el territori de Txagatai va esdevenir un estat efectivament independent.
Duwa va deixar un grapat de fills, sis dels quals van esdevenir kans entre els quals el seu successor Könchek (1307 - 1308), Esen Buka I (1309 - 1318) i Kebek (kan el 1309 i després del 1318 al 1326). Aquest darrer va emetre moneda estandarditzada (el kebeki), i va establir una capital permanent a Qarshi (en mongol "Palau") a Transoxiana. Sota Esen Buka I l'exèrcit del gran kan va entrar al territori i van saquejar les residències d'hivern (a l'Issiq Kul) i d'estiu (a la vora del Talas) del kan. Els altres fills de Duwa que foren kans foren Eljigite (1326-1330), Dura Timur (1330-1332) i Tarmashirin (1332-1334); aquest darrer es va convertir a l'islam (amb el títol d'Ala al-Din fou el tercer kan musulmà) i va arribar a atacar al sultanat de Delhi a l'Índia. Va fer front a una revolta de les tribus orientals que l'acusaven de violar la yasa o llei mongola (vers 1333 o 1334) i que dirigits per Buzan Khan, un nebot del kan, el van obligar a retirar-se cap a l'oest a Transoxiana on va morir. El poder va esdevenir inestable; Buzan només va governar uns mesos, i un altre nebot de Tarmashirin, Changshi, el va succeir; hi va haver una sèrie de kans dèbils que van governar entre un i quatre anys cadascun amb centre a la vall de l'Ili; els cristians podien predicar i construir esglésies i sembla que fins i tot un fill de set anys del kan Djanshi fou batejat amb permís del pare, rebent el nom de Joan; el darrer, Qazan Khan ben Yasaur (1343 - 1346), descendent de Büri (un altre fill de Moetuken, el fill de Txagatai) sembla que tenia per seu Nakhshab, i fou assassinat per un cap tribal de nom Qazaghan, que s'havia revoltat al front de l'aristocràcia turca.
El poder es va escapar als kans següents, passant a mans dels caps tribals locals, molts dels quals eren turcs o turcomongols, que formant aliances van exercir de fet el poder mantenint una ficció de kanat amb titelles que ells mateixos nomenaven.
En aquesta època a més de Qazaghan, van destacar el seu fill Abdullah ben Qazaghan i Buyan Suldus, tots els quals van exercir el càrrec de ulus beg, o amir de l'ulus, càrrec que tenia el poder efectiu. Aprofitant la situació Djanibek (d Djanibeg) de l'Horda d'Or, va intentar dominar el kanat i quasi ho va aconseguir però després de perdre l'Azerbaidjan a mans dels djalayàrides, a la seva mort (1357) l'Ulus Beg de Txagatai va expulsar els seus administradors.
Mentre, vers la meitat del segle xiv, al Turquestan Oriental va emergir una confederació tribal encapçalada per una branca de kans txagataïdes, que va poder assolir el poder a la regió (vegeu Mogulistan).
Uns mesos després es va produir un intent seriós de restablir la força del kanat mitjançant Tughlugh Timur, kan de les terres orientals (Turquestan Oriental o Moghulistan), que va envair Transoxiana dues vegades i va provar de neutralitzar el poder de les tribus (1358 - 1363); mort el 1363 el va succeir Ilyas Khodja, però fou expulsat del kanat per les tribus tot i que va mantenir la lluita fins al 1368. Després del 1363 el poder al kanat se'l van disputar el cap tribal Amir Husayn, net de Qazaghan, i Tamerlà; aquest darrer finalment va derrotar el primer el 1369 o 1370. Va mantenir kans titelles però de la línia d'Ogodei i no de la casa de Txagatai. Sembla que l'existència nominal d'aquestos kan va continuar encara mig segle després de la mort de Tamerlà el 1405, però ni tan sols els noms s'han conservat. Les tropes timúrides foren anomenades txagatais i la llengua literària dels timúrides i els moguls fou anomenada llengua txagatai.

## Kanat Txagatai al Turquestan Oriental
Vers la primera meitat del segle xiv va emergir una confederació tribal hegemònica al Turquestan Oriental dirigida per una branca de la família de Txagatai, i centrada al riu Ili. Generalment és anomenat Kanat Moghul o Kanat de Moghulistan, o simplement Moghulistan (Mogulistan). Els timúrides els anomenaven pejorativament moghuls jatah (gent sense valor), però els seus habitants originals eren considerats originalment purs mongols en contrast a les tribus barrejades amb turcs de la Transoxiana.

## Els limits entre el kanat de Txagatai i els il-kànides
Després de l'establiment de la dinastia d'Hulagu a Pèrsia el 1260, el control d'aquesta dinastia (coneguda com a il-kans o il-kànida) es va estendre fins a l'Oxus. Fins i tot el Badakhxan, que mai no fou dominat de manera efectiva, els Il-kans el consideraven dins de la seva jurisdicció. Les terres del nord i de l'est de l'Afganistan (Tukharistan amb Balkh aleshores en ruïnes, Kunduz, Baghlan, Kabul, Gazni i Kandahar) eren considerades domini del Il-Khan, tot i que probablement havien estat incloses per Genguis Kan en el ulus de Txagatai. Els txagataïdes no obstant es van infiltrar cap a aquestes zones de manera progressiva generalment de manera pacifica; quan es produïen atacs a la zona rarament comportaven annexió de territoris i entre 1260 i 1325 els il-kànides van aconseguir rebutjar gairebé totes les incursions dels taxagatais. L'àrea de Balkh fou probablement una excepció, ja que al final de l'esmentat període (vers 1325) s'assenyala que havia estat afavorida pel kan Kebek (kan 1309 i 1318-1326) el que indicaria que ja la dominaven.
El 1271 els il-kànides van rebre amistosament al deposat kan de Txagatai Mubarak Xah i li van concedir el govern dels neguderis, un cos de tropes turcomongoles establert a Kandahar, estretament relacionat amb un altre cos similar, els karaunes (establerts a Kunduz i Baghlan). Mubarak Xah va morir el 1276 en lluites al sud-est de Pèrsia, i els seus successors, prínceps txagataïdes, aviat es van distanciar de la lleialtat al kan Il-kan per decantar-se a favor del kan de Txagatai. Vers el 1300 els neguderis ja estaven sotmesos al kan de Taxagatai, tot i que els il-kans, per descomptat, consideraven seva la zona i en tot cas veien als neguderis com uns petits rebels tribals locals.
Al primer quart del segle xiv diversos caps tribals i prínceps van haver de fugir per les lluites polítiques al kanat de Txagatai i foren ben acollits pels Il-kans que els van concedir territoris i grups sobre els que governar. El 1313 o 1314 el Il-kan Oldjeitu va concedir un ampli territori al príncep Yasaur; poc després Yasaur va fer una incursió a territori txagatai més enllà de l'Oxus, per la que va rebre ajuda il-kànida i va obtenir una victòria, fent una gran quantitat de presoners que es va emportar al sud el riu i els va establir al Khurasan. Oldjeitu li havia concedit les pastures de Badghis (regió d'Herat) però després devia estendre la seva jurisdicció a la regió entre Balkh i Kabul i al sud fins a les muntanyes de Kandahar. A la mort d'Oldjeitu (1316) es va mantenir lleial al successor Abu Said Bahadur Khan que fins aleshores era el nominal virrei de Khurasan i Mazanderan i estava sota custòdia del noble Sevindj; Abu Said, per certes intrigues no fou coronat immediatament sinó que la coronació es va demorar almenys fins a la primavera o l'estiu del 1317; a la sortida d'Abu Said del Khurasan va deixar el govern a l'amir Yasaul però que fou mort el març de 1318 en una conspiració entre el seu lloctinent Bagtüt i el príncep Yasaur que restava refugiat a la província i dominava el seu feu al sud de l'Oxus.
El 1318 Bagtüt i Yasaur es van revoltar obertament i van envair Mazanderan. Yasaur va enviar forces per ocupar Herat però es va trobar amb la resistència del sobirà local de la dinastia dels karts d'Herat, Malik Ghiyath al-Din, lleial als il-kànides, i la ciutat d'Herat no va poder ser ocupada; el govern persa il-kànida no havia pogut enviar forces a causa de la invasió d'Uzbeg Khan de l'Horda d'Or, però Amir Coban va fer front a l'Horda amb vint mil homes i finalment es va poder enviar un exèrcit menor a l'est dirigit per l'amir Husayn (pare d'Hasan Buzurg i, per tant, ancestre dels jalayírides); al saber l'arribada de l'exèrcit d'Husayn, Yasaur va haver de retornar cap al Khurasan i Tukharistan i la seva revolta es va enfonsar (primavera del 1319). Una de les primeres accions del kan de Txagatai Kebek quan va succeir el 1318 al seu germà Esen Buka I, fou atacar a Yasaur, que seguia revoltat contra els Il-kans i es trobava en un destret a la frontera.</ref> que anava de Balkh a l'oest fins a Kabul a l'est, i fins a Badakhxan pel nord i Kandahar al sud, pràcticament tota la zona il-kànida sobre la qual podien al·legar drets els txagataïdes. El territori entre Baghlan i Kunduz fins a Gazni, fou poblat per la tribu dels karaunes establertes allí com a guarnició (tamma) durant el segle xiii, i que segurament van estar subjectes als il-kans a la segona meitat del segle xiii i principis del segle xiv, però que en algun moment (vers 1320) van declarar la seva lleialtat al kan de Txagatai. Després del 1326 (en el regnat de Tarmaixirin) la zona de Baghlan i Kunduz (regió coneguda com a Arhanq) estava governada per l'amir Burulday (Boroldai), un dels principals amirs del kan de Txagatai. En el regnat de Tarmaixirin (1330-1334), les regions de Balkh, Kunduz, Baghlan, Gazni i Kandahar havien esdevingut de facto possessions dels kans de Txagatai dins de l' ulus de Transoxiana.

## El kanat de Txagatai i el seu domini a Transoxiana sota Kebek Khan i Tarmaixirin Khan
Kebek Khan o Qebeq Khan (1318–26) fou el primer kan del kanat de Txagatai que, contra les tradicions nòmades, es va establir a Transoxiana, a la vall del riu Kashka (Qashqa, transliteració catalana Qaixqa) i va construir a una distancia de 2 farsakhs (uns 10 km) de Nakhshab (transliteració catalana Nakhxab) o Nasaf un palau (qarshi o karshi, transliteració catalana qarxi) a l'entorn de la qual va sorgir la vila de Qarxi (Karshi o Qarshi).
Kebek va introduir un sistema monetari que imitava al del kan il-kànida de Pèrsia Ghazan Khan (1295–1304), de la dinastia de Hulegu (Hülegü) amb una puresa poc habitual; les monedes portaven el nom del kan; aquest sistema tenia per objecte estendre les relacions comercials i evitar també els abusos de funcionaris i d'estafadors. Els kans tenien poca relació amb la població sedentària i seguien vivint amb els seus a les muntanyes i pastures de les estepes, mentre que les ciutats estaven governades per funcionaris designats o en alguns lloc per dinasties locals.
D'acord amb la tradició mongola, Kebek Khan va dividir Transoxania en districtes militar-administratius anomenats tumens (tümens, en ortografia persa tuman), paraula que vol dir “deu mil” (el significat original era un grup de 10.000 guerrers o un territori que aportava aquest nombre de guerrers). Les possessions de molts terratinents locals van esdevenir tumens mentre que els propis terratinents esdevenien governadors hereditaris.
El kan Tarmashirin (transliteració catalana Tarmaixirin) (1330–34), germà de Qebeq i successor després de dos altres germans va adoptar la religió musulmana agafant el nom d'Ala al-Din. Va trencar amb algunes tradicions (com la del trasllat anual a les pastures orientals) i es va identificar molt amb la religió musulmana. Això va provocar una onada de descontentament dels nòmades mongols que el van deposar. Sembla que el successor, Buzan Khan, també era musulmà, però seguia les costums nòmades i la yasa (llei) mongola, i la seu del kanat es va traslladar altre cop a Semiretxie (el País dels Set Rius entre el llac Issiq Qul i el llac Balkhaix). Els deu anys següents foren de molta confusió i se’n tenen poques dades, fins i tot no se sap segur qui governava en cada moment fins a la pujada al tron de Kazan Khan, fill del príncep Yasaur, el 1343. La genealogia habitual és Txagatai > Baydar > Alghu > Txubei o Txobei > Yasaur > Kazan. De Kazan se sap que tenia vincles amb el Khurasan però no és segur que exercis el domini directe de la zona de Balkh, Kabul, Gazni i Kandahar, però si que sembla molt probable que almenys aquesta zona li va estar sotmesa en tant que era Khan de Txagatai.

## Les tribus de l'ulus Txagatai (Transoxiana) en elseglexiv
L'origen dels grups tribals seria el següent: Arlat, Suldus, Barles i Jalayirs que ja consten documentats com a tribus des de temps de Genguis Kan, foren formats com a part de les quatre divisions militars assignades al ulus de Txagatai i, per tant, es van establir a la zona amb el primer kan. A la zona els xas de Badakhxan havien mantingut la seva autonomia durant el període mongol i eren per tant sobirans locals autòctons; després hi havia els Apardi i els Yasauri, que eren tribus derivades d'un comandant que els donà nom; els Khuttalani haurien sorgit com un exèrcit regional, potser un dels tumens del kanat Txagatai al Khuttal o Khuttalan. Tots funcionaven com les antigues tribus turcomnongoles. Finalment els karaunes haurien sorgit com a tropes de guarnició primer al servei dels il-kans i després dels kans txagatais; els karaunes eren una entitat poderosa equivalent a tres tumens.
El terme tribu apareix en diverses formes i significats:
Qawm: tribu, nació, entitat, similar al turc “il”.
Qabila: tribu però en el sentit de petita unitat (fracció d'una tribu, no necessàriament petita)
Les tribus incloïen també alguns membres absorbits d'altres tribus o de tribus molt reduïdes. Igualment es podien crear subseccions originades en un cap com per exemple en els Karaunes: el tumen o hazara de Boroldai, el tumen de Kebeg khan i els Dulan Jawun.
El cap de la tribu era el beg (en turc) o amir. El terme noyan en mongol equival també a un cap militar.
Un tumen era quan una regió podia produir deu mil guerrers (7 tumens hi havia a Samrcanda); un hazara en podia produir mil.
Els qa’uchin era una classe especial de militars, lleials personalment al kan de Txagatai, reclutats probablement entre una classe i no una tribu. Amb la desaparició dels kans van ser capaços de sobreviure segurament per que tenien accés a la terra.
Les pastures de hivern de la tribu eren els qishlaq. Quan una tribu nòmada establia governadors sobre ciutats es deien shahna; els impostos que recaptave aleshores eren el mal-i diwan kharaj

## Llista de kans de Txagatai
- Txagatai Khan 1228 - 1242
- Kara Hülëgü (net) 1242 - 1246
- Yesü Möngke (germà) 1246 - 1251
- Kara Hulagu (segona vegada) 1251 - 1254
- Mubarak Xah (fill) 1254 - 1260
- Orghana (reina regent) 1254 - 1260
- Alghu (net de Txagatai) 1260 - 1265 o 1266
- Mubarak Xah (segona vegada) 1266
- Burak Khan (o Bosak) 1266 - 1271
- Negübei (net de Txagatai) 1271 - 1272
- Buqa Temür (besnet de Txagatai) 1272 - 1282
- Duwa (Doa Ledjan) (fill de Baraq) 1282 - 1306 o 1307
- Köntxek o Kundine (fill) 1306 o 1307 - 1308
- Taliqu (descendent de Txagatai) 1308 - 1309
- Kebek (fill de Tuwa) 1309
- Esen Buka I 1309 - 1318
- Qebeq (segona vegada) 1318 - 1326
- Eljigidey (germà de Qebek) 1326 - 1330
- Duwa Temür (germà de Qebek) 1330 - 1332
- Tarmaixirin (germà de Qebek) 1332 - 1334
- Buzan Khan (net de Tuwa) 1334

## Kanat Occidental de Txagatai
- Txangxi 1334 - 1338
- Yesun Temür 1338 - 1342
- Ali Sultan 1338 - 1342
- Muhammad I ibn Pulad 1342 - 1343
- Qazan Khan ibn Yasaur 1343 - 1346
- Danixmendji 1346 - 1348
- Bayan Kuli 1348 - 1358
- Xah Timur 1358
- Tughluq Timur (de Mogulistan 1348 - 1363) 1358 - 1363
- Ilyas Khoja (de Mogulistan 1363 - 1368) 1363
- Adil Sultan 1363 - 1364
- Khabul Xah 1364 - 1370
- Suyurgatmix (kan) 1370 - 1388
- Sultan Mahmud (Mohammed II) 1388 - 1402
- Tamerlà 1402 -1405 (de fet 1370 - 1405)
- Muhammad Jahangir 1405 -1408
- Xah Rukh (timúrida)  i Timúrides 1408 -1506
- Xibànides 1500 - 1599
- A Bukharà 1599 - 1740
- A Pèrsia 1740 - 1756
- A Bukharà 1756 - 1868
- A l'Imperi Rus 1868 - 1917

Per al Kanat Oriental vegeu Mogolistan

## Kanat de Kaidu
- Kaidu Kan vers 1262 - 1301/1303
- Txapar vers 1301/1303 - 1306